# Mniobryoides degeneriae
Mniobryoides degeneriae är en bladmossart som beskrevs av Hörmann 1969. Mniobryoides degeneriae ingår i släktet Mniobryoides och familjen Bryaceae. Inga underarter finns listade i Catalogue of Life.